# Hindsiclava jungi
Hindsiclava jungi é uma espécie de gastrópode do gênero Hindsiclava, pertencente a família Pseudomelatomidae.